# Beer (Devon)
Pour les articles homonymes, voir Beer.
Beer est une ville du comté de Devon en Angleterre. Située sur la baie de Lyme, elle comptait 1 381 habitants au moment du recensement de 2001.